# Cordey
Cordey là một xã trong tỉnh Calvados, thuộc vùng hành chính Normandie của nước Pháp, có dân số là 159 người (thời điểm 1999).

## Nhân khẩu học
| 1962 | 1968 | 1975 | 1982 | 1990 | 1999 |
| ---- | ---- | ---- | ---- | ---- | ---- |
| 119  | 127  | 111  | 128  | 147  | 159  |